# Вітковиці (Мазовецьке воєводство)
Вітковиці (пол. Witkowice) — село в Польщі, у гміні Млодзешин Сохачевського повіту Мазовецького воєводства.
Населення — 349 осіб (2011).
У 1975-1998 роках село належало до Скерневицького воєводства.

## Демографія
Демографічна структура станом на 31 березня 2011 року:
|          | Загалом | Допрацездатний вік | Працездатний вік | Постпрацездатний вік |
| -------- | ------- | ------------------ | ---------------- | -------------------- |
| Чоловіки | 163     | 28                 | 103              | 32                   |
| Жінки    | 186     | 42                 | 96               | 48                   |
| Разом    | 349     | 70                 | 199              | 80                   |